# Phantasiomyia atripes
Phantasiomyia atripes är en tvåvingeart som först beskrevs av Daniel William Coquillett 1897.  Phantasiomyia atripes ingår i släktet Phantasiomyia och familjen parasitflugor.
Artens utbredningsområde är Arizona. Inga underarter finns listade i Catalogue of Life.